# Medien Internet und Recht
Medien Internet und Recht (abgekürzt: MIR) ist eine frei verfügbare juristische Internetfachzeitschrift mit Schwerpunkten im Medien- und Internetrecht, dem Wettbewerbs- und Urheberrecht sowie dem Informationstechnologierecht einschließlich Datenschutzrecht.
Die Publikation richtet sich insbesondere an Rechtsanwälte und Fachjuristen in Beratung und Wirtschaft, Verbänden, Wissenschaft und Lehre.

## Inhalte
MIR veröffentlicht Gerichtsentscheidungen mit Leit- und weiterführenden Orientierungssätzen, Urteilsanmerkungen und Fachaufsätze sowie themenspezifische Mitteilungen und Buchbesprechungen.

## Erscheinungsweise/Redaktion
MIR erscheint seit 2005 laufend, zusammengefasst in monatlichen Ausgaben. Monatlich werden aktuelle Entscheidungen und Mitteilungen zu aktuellen Themen oder Rechtsfragen aus den Schwerpunktbereichen der MIR veröffentlicht, in loser Reihenfolge auch (Urteils-)Anmerkungen, kurze Beiträge und Aufsätze. Ein Newsletter erscheint aktuell monatlich, zudem werden die Inhalte auch über einen RSS-Feed und Social-Media-Kanäle wie Twitter und Facebook transportiert. Die Chefredaktion und Herausgeberschaft liegt seit Beginn bei Rechtsanwalt Thomas Gramespacher aus Bonn.

## Sonstiges
2008 wurde die Schriftenreihe „Medien Internet und Recht“ als Line Extension gegründet, in der mittlerweile drei Bände erschienen sind. Aufgenommen und verlegt werden wissenschaftliche Arbeiten (etwa Dissertationen), umfangreiche Fachbeiträge und ähnliche Abhandlungen die Themen im Fachgebiet von Medien, Internet und Recht behandeln. Band 3 „Proprietäres Patentrecht beim Einsatz von Open Source Software“ von Bernd Suchomski wurde mit dem Absolventenpreis der Deutschen Stiftung für Recht und Informatik (DSRI) 2012 ausgezeichnet.